# Euophrys yulungensis
Euophrys yulungensis là một loài nhện trong họ Salticidae.
Loài này thuộc chi Euophrys. Euophrys yulungensis được Marek Żabka miêu tả năm 1980.